# اقتصاد سورينام
اقتصاد سورينام يعتمد على صادرات أكسيد الألومنيوم والكميات الصغيرة من الألومنيوم المنتج من البوكسيت المعدّن في البلد. احتلت سورينام المرتبة 124 من ناحية الأمان في مجال الاستثمار على مستوى العالم في تصنيف مجلة يوروموني.

## المساعدات الخارجية
بعد عودة حكم البلاد إلى حكومة منتخبة ديمقراطيًا نوعًا ما في عام 1991، استؤنفت المساعدات الهولندية، وما تزال العلاقة الهولندية عاملًا مهمًا في اقتصاد البلاد، ويصرّ الهولنديون على أن تُجري سورينام إصلاحات اقتصادية وأن تضع خططًا محددة مقبولة لدى الهولنديين للمشاريع التي يمكن أن تُنفق عليها أموال المعونة. إلا أن الهولنديين في عام 2000 راجعوا المعونات التي يقدمونها، وأبلغوا سلطات سورينام قرارهم بصرف المعونة حسب الأولويات القطاعية بدلًا من المشاريع الفردية. رغم أن الحكومة الحالية لا تحبّذ هذا النهج، فقد حددت قطاعات وهي تعمل الآن على إجراء تحليلات قطاعية لتقديمها إلى الهولنديين.

## السياسة
انتُخبت سورينام حكومة جديدة في مايو عام 2000، ولكن قبل استلامها الحكم، واصلت حكومة ويدنبوش سياساتها المالية والنقدية الفضفاضة غير المنظمة. بحلول الوقت الذي تركت فيه الحكومة السابقة منصبها، كان سعر الصرف في السوق الموازية قد انخفض كثيرًا، واقتُرض أكثر من 10% من الناتج المحلي الإجمالي لتمويل العجز المالي، وكان هناك عبء نقدي كبير في البلاد. تعاملت الحكومة الجديدة مع هذه المشاكل من خلال تخفيض سعر الصرف الرسمي بنسبة 88%، وإلغاء جميع أسعار الصرف الأخرى باستثناء سعر السوق الموازي الذي حددته البنوك ومحلات الصرافة، ورفع الرسوم الجمركية على المياه والكهرباء، وإلغاء الدعم عن الغازولين. رشّدت الإدارة الجديدة القائمةَ الواسعة من ضوابط الأسعار إلى 12 سلعة غذائية أساسية، والأهم من ذلك أن الحكومة أوقفت كل التمويل من البنك المركزي، وهي تحاول توسيع قاعدتها الاقتصادية، وإقامة اتصالات أفضل مع الدول الأخرى والمؤسسات المالية الدولية، وخفض اعتمادها على المعونات الهولندية. مع ذلك، لم تطبّق الحكومة حتى الآن قانون الاستثمار، ولم تبدأ بخصخصة أي من المؤسسات شبه الحكومية البالغ عددها 110 مؤسسات، ولم تقدم الكثير من المؤشرات أو الدلائل على أنها وضعت خطة شاملة لتنمية الاقتصاد.

## النفط
يُعد النفط قطاعًا واعدًا. أنتجت شركة ستاتسولي المملوكة للدولة 16,200 برميل (2,580 مترًا مربعًا) يوميًا في عام 2012. تكرّر الشركة حاليًا 7,350 برميلًا (1,169 مترًا مكعبًا) يوميًا في توت لوي فوت في مقاطعة وانيكا، وتعمل على تحسين قدراتها لإنتاج 15 ألف برميل (2,400 متر مكعب) يوميًا.

## الخشب الصلب
تحصل بعض الشركات الكبرى على الخشب الصلب من الغابة. ومع ذلك، أثارت مقترحات استغلال الغابات الاستوائية في البلاد والمناطق غير المتطورة الموجودة في المناطق الداخلية التي تقطنها عادةً مجتمعات السكان الأصليين والمارون مخاوفَ علماء البيئة ونشطاء حقوق الإنسان في كل من سورينام وخارجها. ما زالت هذه الجماعات المعارضة غير قوية وغير بارزة على الساحة بعد في سورينام.

## الموز
أغلقت شركة سورلاند المنتجة للموز والمملوكة للدولة أبوابَها في 5 أبريل عام 2002، وذلك بعد عجزها عن تحمل نفقات الرواتب للشهر الثاني على التوالي. ما زال من غير الواضح ما إذا كانت الشركة ستنجو من هذه الأزمة أم لا.
أُعيد تشغيلها باسم «شركة سورينام للمحافظة على قطاع الموز». كانت هناك إشاعة أنه تم التلاعب بشركة سورلاند وإجبارها على الإغلاق بسبب الخلافات السياسية. جعلت الشركة قطاع الموز مربحًا للمرة الأولى منذ 20 عامًا.

## العملة
في يناير عام 2002، أعادت الحكومة التفاوض على أجور الموظفين المدنيين، ووافقت على رفع الأجور إلى 100%. بانتظار تنفيذ هذه الزيادات في الأجور، ومع القلق من عجز الحكومة على تغطية هذه النفقات المتزايدة، ضعفت العملة المحلية من 2,200 دولار سورينامي في يناير عام 2002 إلى 2,500 تقريبًا في أبريل عام 2002.

## الزراعة
الزراعة هي ثالث أكبر قطاع في سورينام، ويعمل بها ما بين 9-15٪ من القوة العاملة، وتمثل 9٪ من الناتج المحلي الإجمالي. في عام 2018، أنتجت سورينام 273 ألف طن من الأرز، و 125 ألف طن من قصب السكر، بالإضافة إلى أقل من المنتجات الزراعية الأخرى ، مثل الموز (48 ألف طن) والبرتقال (19 ألف طن) وجوز الهند (14 ألف طن).

## اتجاه الاقتصاد الكلي
يوضح الجدول التالي أهم المؤشرات الاقتصادية للأعوام 1990-2017.
| السنة                                                            | 1990   | 1995   | 2000   | 2005   | 2006   | 2007   | 2008   | 2009   | 2010   | 2011   | 2012   | 2013   | 2014   | 2015   | 2016   | 2017   |
| ---------------------------------------------------------------- | ------ | ------ | ------ | ------ | ------ | ------ | ------ | ------ | ------ | ------ | ------ | ------ | ------ | ------ | ------ | ------ |
| الناتج المحلي الإجمالي بمليارات الدولارات (تعادل القوة الشرائية) | 2.71   | 2.78   | 3.63   | 5.31   | 5.79   | 6.24   | 6.63   | 6.88   | 7.33   | 7.91   | 8.28   | 8.66   | 8.84   | 8.70   | 8.36   | 8.51.  |
| نصيب الفرد (تعادل القوة الشرائية)                                | 6,644  | 6,348  | 7,783  | 10,647 | 11,476 | 12,243 | 12,823 | 13,130 | 13,792 | 14,658 | 15,282 | 15,734 | 15,812 | 15,334 | 14,539 | 14,606 |
| النمو                                                            | −1.5 % | 11.3 % | −0.1 % | 4.9 %  | 5.8 %  | 5.1 %  | 4.1 %  | 3.0 %  | 5.2 %  | 5.8 %  | 2.7 %  | 2.9 %  | 0.3 %  | −2.6 % | −5.1 % | 0.0 %  |
| التضخم (بالنسبة المئوية)                                         | 21.8 % | 24.2 % | 29.6 % | 14.0 % | 11.3 % | 6.4 %  | 14.7 % | −0.3 % | 6.9 %  | 17.7 % | 5.0 %  | 1.9 %  | 3.4 %  | 6.9 %  | 55.5 % | 22.0 % |
| الدين من الناتج المحلي الإجمالي (بالنسبة المئوية)                | 78 %   | 17 %   | 38 %   | 29 %   | 24 %   | 17 %   | 16 %   | 16 %   | 18 %   | 20 %   | 21 %   | 30 %   | 26 %   | 43 %   | 76 %   | 72 %   |